# Alice Pépin Benoît
Alice Pépin Benoît, née en 1877 et morte en 1957, est une chroniqueuse et dramaturge québécoise. Née Alice Pépin, elle est aussi connue en tant que Madame Emmanuel-Persillier Benoît, d'après son mari, ainsi que sous les pseudonymes de Monique et Laurette de Valmont.

## Biographie

### Jeunesse, études et mariage
Née en 1877, Alice Pépin étudie d'abord auprès des religieuses de la Providence de 1882 à 1890, puis à l'Académie Saint-Louis-de-Gonzague.
En 1905, Alice Pépin devient Madame Emmanuel-Persillier Benoît après avoir épousé le docteur du même nom.

### Carrière littéraire
Du 18 avril 1918 au 18 mai 1920, Alice Pépin Benoît tient une chronique régulière pour Le Devoir, qu'elle signe du pseudonyme de Monique. En 1920, un recueil de ces chroniques, intitulé Brins d'herbe, est édité. Elle fait alors partie des rares femmes à accéder à la publication à cette époque.
Puis, entre 1921 et 1934, Alice Pépin Benoît écrit six pièces de théâtre, dont seules les deux premières (Le Mirage et L'heure est venue) font l'objet d'une publication, en 1923.

## Œuvre

### Pièces de théâtre
- Le Mirage (1921)
- L'heure est venue (1923)
- Blanc et Noir (1925)
- Le Destin (1926)
- Le Lys noir (1927)
- La Maison sans horloge (1934)

### Publications
- Brins d'herbe  (préf. Léon Lorrain), Montréal, Le Devoir, 1920, 137 p.
- L'heure est venue : Pièce en un acte suivie de Le Mirage : Pièce en trois actes, Montréal, Le Devoir, 1923, 141 p.